# Linia kolejowa Nowolisino – Tosno
Linia kolejowa Nowolisino – Tosno – linia kolejowa w Rosji łącząca stację Nowolisino ze stacją Tosno. Część kolejowej obwodnicy Petersburga. Zarządzana jest przez region petersburski Kolei Październikowej (część Kolei Rosyjskich). 
Linia położona jest w obwodzie leningradzkim. Na całej długości jest zelektryfikowana i dwutorowa.

## Historia
Linia powstała w XIX w. i łączyła Kolej Warszawsko-Petersburską i Kolej Bałtycką z Koleją Mikołajewską. Początkowo leżała w Imperium Rosyjskim, następnie w Związku Sowieckim. Od 1991 znajduje się w granicach Rosji.